# باغ انجمن سلطنتی رز انگلستان

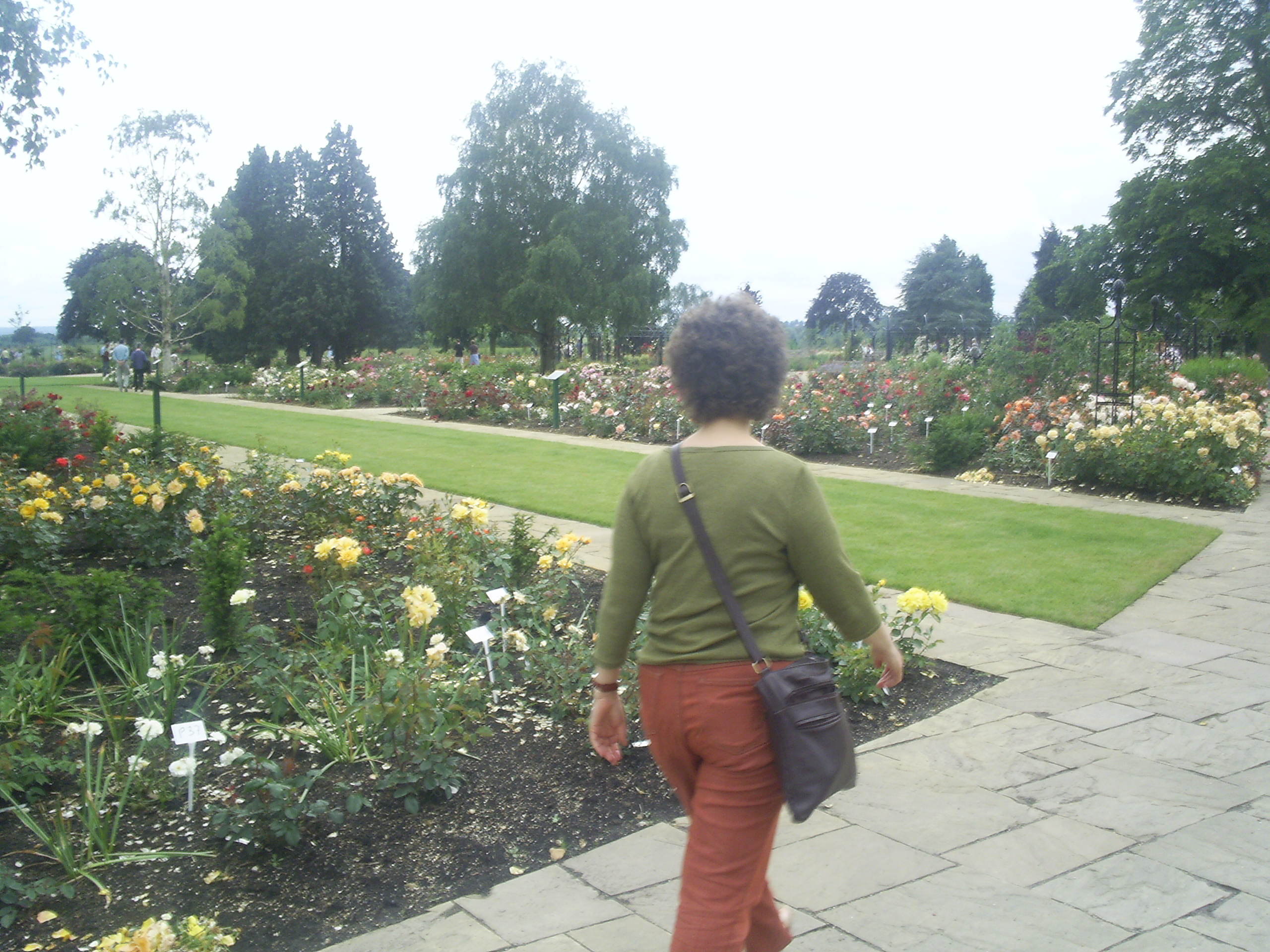
باغ سلطنتی رز انگلستان

باغ انجمن سلطنتی رز انگلستان (به انگلیسی: Royal National Rose Society Gardens)،  یک باغ گل رز مشهور، وابسته به انجمن سلطنتی رز انگلستان در سنت آلبنز، هرتفوردشایر در بریتانیا است. این باغ دارای ۸۰۰۰ بوته رز در  ۲۵۰۰ واریته است. هدف اعلام شده ایجاد «یک فرهنگ لغت زنده از گل رز در باغ» است. این باغ به طور معمول در طول تابستان بر روی عموم مردم باز است، اما به مدت چهار سال به منظور بازسازی بسته شد و دوباره در ژوئن سال ۲۰۰۷ افتتاح شد.
باغ‌های بازسازی شده:
- مجموعه گل رز، جهت نشان دادن تاریخ رز
- گل رز جهت نشان دادن سبک‌های مختلف کاشت
- باغی جهت الهام برای رشد گل رز در فضاهای کوچک
- باغ تازه ایجاد شده بنام باغ ملکه مادر
- کافه / رستوران کوچک در طول فصل